# Актовые книги Великого княжества Литовского
Актовые книги Великого княжества Литовского ― специальные книги в судах Великого княжества Литовского. Введены Статутом Великого княжества Литовского 1529.

## Содержание актовых книг
До середины XVI в. акты записывались в одну книгу по мере их поступления. Позже в судах были введены по три актовых книги:
- поточные ― для записей жалоб истцов и возражений ответчиков, донесений судебных возных, протестов и жалоб на служебных лиц;
- декретовые ― для записи судебных постановлений, процессуальных действий суда и сторон;
- записовые ― для записи актов, удостоверяемых государственными органами (завещание, дарение, договоры аренды и купли-продажи, сделки и др.), и для записи официальных документов: грамот великого князя, привилеев, постановлений сеймов и сеймиков и др.

Доступ к актовым книгам открывался за три дня до судебной сессии ― чтобы участвующие в судебном деле могли внести необходимые записи или получить копии.
В зависимости от судов актовые книги подразделялись на гродские (замковые), земские, трибунальские, подкоморские и магистратские.

## Законодательные положения о книгах
Статут 1566 отмечал большое значение актовых книг и указывал о необходимости в каждом повете при земском суде иметь отдельную комнату для их хранения: 

Уставуем теж, хотечы то мети, и приказуем, абы в кожном таковом повете, где суд земский будет, в замку албо у дворе нашом: судья, подсудок и писар земский поспол з шляхтою выбрали, збудовали и патрыли таковое место, где бы завжды книги земские безпечны от всякое пригоды были захованы». По Статуту 1588 «воеводы и старосты судебные в каждом воеводстве, земле, повете, в замке или во дворе нашем судебном хранилище хорошее и укрепленное уступить им на то обязаны будут. А где бы таких хранилищ не было, тогда на строительство помещения для хранения книг место подходящее в замках и дворах наших указать и выделить и сами же таковые воеводы и старосты судебные, таковое хранилище книг земских надежной охраной на всякое время должны обеспечить.
Указания Статутов не прошли даром: сегодня, например, в библиотеке Вильнюсского университета хранятся 542 актовые книги судов Великого княжества Литовского в 1540—1845 гг., являющиеся ценными источниками по истории восточных славян.
Архивный учёный-исследователь И. Л. Маяковский пишет: «Особенно многострадальной была судьба одной категории документов и вообще письменных ценностей великого княжества Литовского, именно: книг и документов на белорусском и украинском языках. После Брестской унии 1596 г. католическое духовенство, при прямом поощрении со стороны польского правительства и римского папы, стало производить чистку библиотек и архивов церквей и монастырей от белорусских и украинских книг и документов. Из тех библиотек и архивов, куда католическому духовенству проникнуть не удавалось, оно выкрадовало названные книги и документы и скупало их на руках, чтобы изъять из обращения и уничтожить. То же производили и польские магнаты».
Когда земли ВКЛ вошли в Российскую империю, последовал указ 1834 года об изъятии актовых книг по 1799 включительно («О приведении в порядок метрических и актовых книг в Западных губерниях»). Именно по этот год за актами сохранялась юридическая сила, с 1800 уже действовали законы Российской империи.
К 1863 в Виленском архиве из «присутственных мест» Виленской, Ковенской, Минской и Гродненской губерний были собраны 18243 книги. К концу XIX в. в архиве насчитывалось 23326 книг (около 15 млн документов). В Витебском архиве к 1896 находилось 1823 книги (до 300 тысяч актов) из судов Витебской и Могилевской губерний. В отличие от Виленского архива, где собирались документы как центральных, так и местных судов Великого княжества Литовского, в Витебском архиве находились только материалы местных судов восточной части княжества.

## Издания материалов из актовых книг
На основе архивных материалов были выпущены «Акты, издаваемые Комиссией, высочайше утверждённой для разбора древних актов в Вильне» и «Историко-юридические материалы, извлеченные из актовых книг губерний Витебской и Могилевской, хранящихся в центральном архиве в Витебске» (1871—1890).
В 1927—1930 актовые материалы, касающиеся евреев в ВКЛ, публиковались археографической комиссией Института белорусской культуры (Инбелкульт). Выявлением и сбором материалов по еврейской истории и культуре занимался Еврейский отдел Инбелкульта (1924—1928 гг.; в 1928—1931 гг. Еврейский сектор Белорусской Академии наук). К 1930 сектор имел обширный материал, поступивший из закрытого в 1929 ленинградского музея Еврейского историко-этнографического общества.